# محمد الداهش
محمد الداهش هو ممثل تلفزيوني ومسرحي تونسي مثل في عدة مسلسلات من بينها نجوم الليل في جزءه الرابع وزنقة النساء وسكول.

## النشأة والمسيرة
مثل في عدة مسلسلات من أهمها نجوم الليل 4 في قناة حنبعل في 2012. وقدم في 2017 أول مسرحية من نوع وان مان شو اسمها «الداهش وماندراك» التي كتبتها وأخرجتها «إيناس العربي».

## أعماله

### مسلسلات
- نجوم الليل (الجزء 4)، 2012 (دور: الداعية)
- زنقة النساء، 2012 (مسلسل هزلي) (دور: خيرة بنت للاّهم) (شارك في كتابة السيناريو)
- كاميرا كافي (الجزء 1)، 2013 (مسلسل هزلي) (ضيف شرف) Caméra Café
- هابي ناس (الجزء 2)، 2014 (مسلسل هزلي قصير) (ضيف شرف)
- سكول (الجزء 1)، 2014 (مسلسل هزلي) (دور: حميد دوبل بيس "Double Puce")
- سكول (الجزء 2)، 2015 (مسلسل هزلي) (دور: حميد دوبل بيس "Double Puce") (درّب الممثلين)

### مسرحيات
- زنقة النساء، 2013 (دور: خيرة«في الثلاث نسخ»)
- 10 سنين عرس
- الداهش وماندراك، 2017 (وان مان شو) (نص وإخراج: إيناس العربي)

## الظهور الإعلامي
- لنقليزي، 2014 (ضيف في إحدى الحلقات)

## وصلات خارجية
- الداهش في قاعدة بيانات الأفلام العربية